# Thomas Wanker
Thomas Wanker, né le 19 avril 1973 à Graz, est un compositeur autrichien de musique de films.

## Biographie
C'est le compositeur habituel des films de Roland Emmerich depuis 2008. Il est également crédité sous le nom de Thomas Wander.

## Filmographie

### Cinéma
- 1999 : The Venice Project de Robert Dornhelm
- 1999 : Nichts als die Wahrheit de Roland Suso Richter
- 2000 : Marlene de Joseph Vilsmaier
- 2000 : Pour une poignée d'herbe (Eine Hand Voll Gras) de Roland Suso Richter
- 2001 : Le Tunnel (Der Tunnel) de Roland Suso Richter
- 2001 : Feindliche Übernahme - althan.com de Carl Schenkel
- 2008 : 10 000 de Roland Emmerich
- 2009 : 2012 de Roland Emmerich
- 2011 : Anonymous de Roland Emmerich
- 2013 : Deadly Game (All Things to All Men) de George Isaac
- 2013 : White House Down de Roland Emmerich
- 2016 : Independence Day: Resurgence de Roland Emmerich
- 2019 : Midway de Roland Emmerich
- 2022 : Moonfall de Roland Emmerich

### Télévision

#### Séries télévisées
- 2000-2002 : Buffy contre les vampires (Buffy the Vampire Slayer) (saisons 5 et 6)

#### Téléfilms
- 1998 : Die Fremde in meiner Brust de Dominique Othenin-Girard
- 1999 : Un enfant à aimer (Florian - Liebe aus ganzem Herzen) de  Dominique Othenin-Girard
- 1999 : Paul und Clara - Liebe vergeht nie de Nikolai Müllerschön
- 2000 : Intention criminelle (Deliberate Intent) d'Andy Wolk
- 2000 : Kiss Tomorrow Goodbye de  Jason Priestley
- 2000 : Ali - Un héros, une légende (Ali: An American Hero) de Leon Ichaso
- 2001 : Les croisés (Crociati) de Dominique Othenin-Girard
- 2002 : La rançon de la haine (Sins of the Father) de Robert Dornhelm
- 2002 : Dracula de Roger Young
- 2002 : RFK de Robert Dornhelm
- 2006 : Au cœur de la tempête (Die Sturmflut) de Jorgo Papavassiliou
- 2006 : Dresde 1945, chronique d'un amour (Dresden) de Roland Suso Richter